# Eustomias ignotus
Eustomias ignotus es una especie de pez de la familia Stomiidae en el orden de los Stomiiformes.

## Hábitat
Es un pez de mar y de aguas profundas que vive hasta 580 m de profundidad.

## Distribución geográfica
Se encuentra frente a las costas del sur de Brasil.